# Akiko Kazami
Akiko Kazami (風見章子, Kazami Akiko), nom de scène de Fusa Nakamura (中村フサ, Nakamura Fusa), née le 23 juillet 1921 à Tomioka et morte le 28 septembre 2016 à Fussa, est une actrice japonaise.

## Biographie
Akiko Kazami commence sa carrière d'actrice dans la troupe de théâtre de Ken'ichi Enomoto puis fait ses débuts au cinéma dans le film La Terre de Tomu Uchida en 1939. Ce film, adapté d'un célèbre roman de Takashi Nagatsuka conte l'histoire sombre et désespérée d'un pauvre famille de paysans à l'ère Meiji, Akiko Kazami tient le rôle de la fille. Le tournage de La Terre a demandé un travail considérable avec des prises de vue tout au long des quatre saisons, le film est un succès critique et commercial.
En 2000, elle obtient un prix d’interprétation féminine pour son rôle dans Pas oublié au festival des trois continents.
Akiko Kazami a tourné dans plus de 100 films entre 1939 et 2013.

## Filmographie sélective
- 1939 : La Terre (土, Tsuchi?) de Tomu Uchida : Otsugi

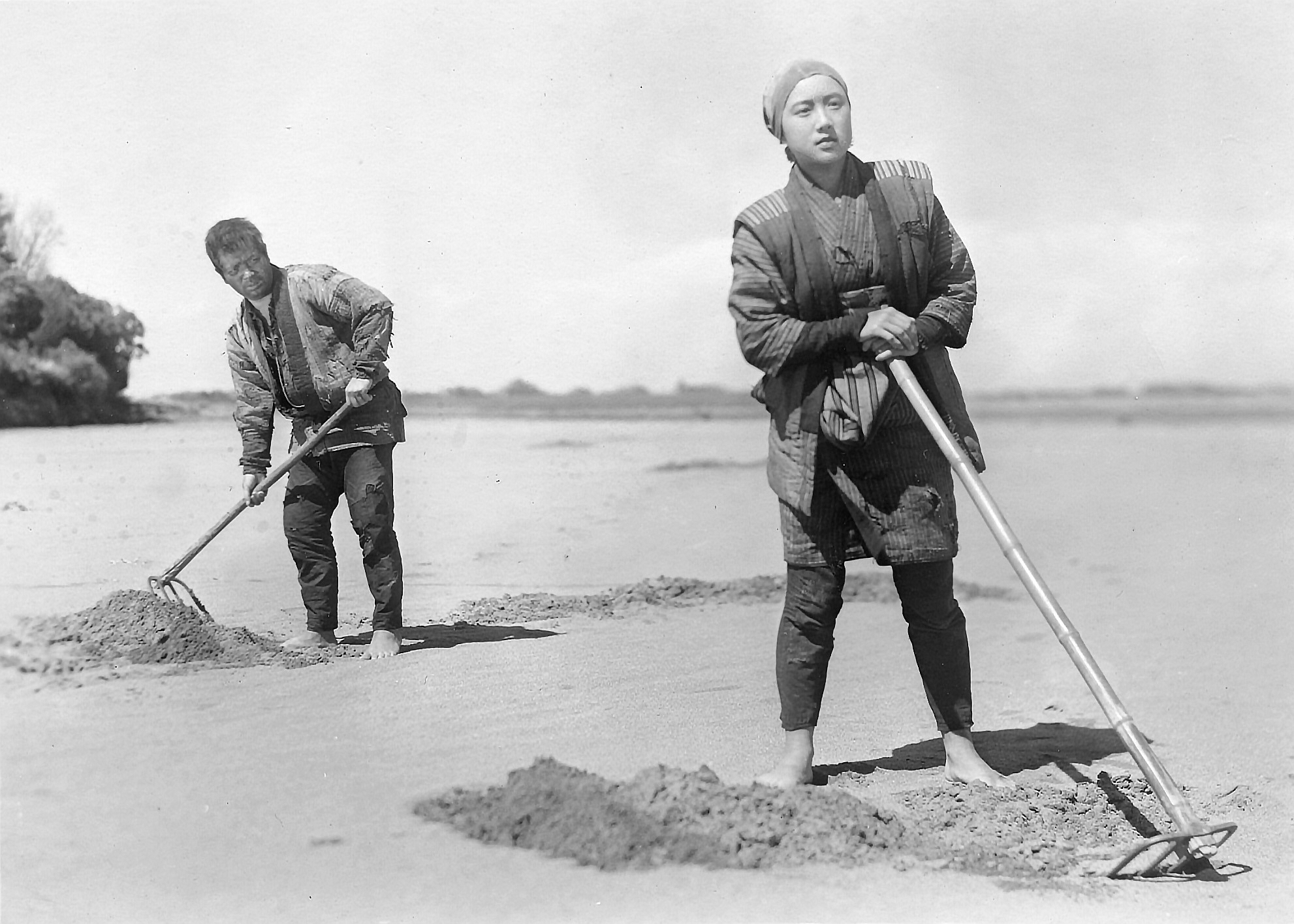
Isamu Kosugi et Akiko Kazami dans La Terre (1939)

- 1940 : Matasaburō, l'enfant du vent (風の又三郎, Kaze no Matasaburō?) de Kōji Shima : la sœur aînée de Kasuke
- 1942 : Hahakogusa (母子草?) de Tomotaka Tasaka
- 1945 : La Rose de mer (間諜海の薔薇, Umi no bara?) de Teinosuke Kinugasa
- 1946 : La Victoire des femmes (女性の勝利, Josei no shōri?) de Kenji Mizoguchi : Tokie Ishida
- 1947 : Sanbon yubi no otoko (三本指の男?) de Sadatsugu Matsuda : Katsuko
- 1949 : Monsieur Shosuke Ohara (小原庄助さん, Ohara Shōsuke-san?) de Hiroshi Shimizu : Onobu
- 1950 : Quand nous nous reverrons... (また逢ふ日まで, Mata au hi made?) de Tadashi Imai : Masako Tajima
- 1951 : Le Repas (めし, Meshi?) de Mikio Naruse : Seiko Tomiyasu
- 1958 : La Fête des forêts et des lacs (森と湖のまつり, Mori to Mizuumi no Matsuri?) de Tomu Uchida : Kinuko Ohiwa
- 1958 : Un lion de mille ryos (Sen ryo-jishi?) de Tomu Uchida : Fujishiro
- 1960 : Ōinaru tabiji (大いなる旅路?) de Hideo Sekigawa : la femme de Kozo
- 1961 : La Légende de Musashi Miyamoto (宮本武蔵, Miyamoto Musashi?) de Tomu Uchida : Ogin
- 1961 : Hadakakko (はだかっ子?) de Tomotaka Tasaka : Mme Yoshii
- 1964 : Same (鮫?) de Tomotaka Tasaka : la mère de Same
- 1965 : Le Détroit de la faim (飢餓海峡, Kiga kaikyo?) de Tomu Uchida : Toshiko
- 1965 : Barberousse (赤ひげ, Akahige?) d'Akira Kurosawa : la mère de Masae
- 1965 : Abashiri Prison (網走番外地, Abashiri Bangaichi?) de Teruo Ishii
- 1966 : Ohana han (おはなはん?) de Yoshitarō Nomura : Yoshino Hayami
- 1966 : Ohana han: Dai ni bu (おはなはん 第二部?) de Yoshitarō Nomura : Yoshino Hayami
- 1966 : Le Lac des larmes (湖の琴, Mizuumi no koto?) de Tomotaka Tasaka : Tatsu
- 1967 : Yūbue (夕笛?) de Katsumi Nishikawa : Masa Tsutsui
- 1968 : Aniki no koi bito (兄貴の恋人?) de Shirō Moritani : Haruko
- 1969 : C'est dur d'être un homme : Maman chérie (続・男はつらいよ, Zoku otoko wa tsurai yo?) de Yōji Yamada : Osumi
- 1970 : Akazukinchan kiotsukete (赤頭巾ちゃん気をつけて?) de Shirō Moritani
- 1975 : Super Express 109 (新幹線大爆破, Shinkansen Daibakuha?) de Jun'ya Satō
- 1976 : Shunkinshō (春琴抄?) de Katsumi Nishikawa : Shige
- 1984 : C'est dur d'être un homme : Amour interdit (男はつらいよ　寅次郎真実一路, Otoko wa tsurai yo: Torajirō shinjitsu ichiro?) de Yōji Yamada : Kazuyo
- 1985 : Yumechiyo (夢千代日記, Yumechiyo nikki?) de Kirio Urayama : Tamae Watanabe
- 1988 : La Famille Yen (木村家の人々, Kimurake no hitobito?) de Yōjirō Takita : Mitsu Amemiya
- 2000 : Pas oublié (忘れられぬ人々, Wasure rarenu hitobito?) de Makoto Shinozaki : Koharu
- 2010 : Sweet Little Lies (スイートリトルライズ, Suiito ritoru raizu?) de Hitoshi Yazaki : Kimie
- 2013 : Hamelin (ハーメルン, Hamerun?) de Takushi Tsubokawa

## Distinctions
Récompenses
- 2000 : prix d’interprétation féminine pour son rôle dans Pas oublié au festival des trois continents[4]
- 2001 : Fumiko Yamaji Award (ja) d'excellence cinématographiques pour Pas oublié (conjointement avec Minoru Ōki, Tomio Aoki et Tatsuya Mihashi)[6]
- 2007 :  prix spécial du film Mainichi[7]